# Campeonato Mundial de Ciclismo de Montanha de 2023
O XXXIV Campeonato Mundial de Ciclismo de Montanha celebrou-se na cidade de Glasgow (Reino Unido) entre 3 e 12 de agosto de 2023, baixo a organização da União Ciclista Internacional (UCI) e a Federação Britânica de Ciclismo.
Competiu-se em duas disciplinas, as que outorgaram um total de sete títulos de campeão mundial:
- - Descida (DH) – masculino e feminino
  - Cross-country (XC) – masculino, masculino em distância curta, feminino, feminino em distância curta e misto por relevos

## Medalhistas

### Masculino
| Evento                      | Ouro                                    | Prata                                 | Bronze                                    |
| --------------------------- | --------------------------------------- | ------------------------------------- | ----------------------------------------- |
| Descida (05.08)             | Charlie Hatton · Reino Unido · 4:26,747 | Andreas Kolb · Áustria · 4:27,346     | Laurie Greenland · Reino Unido · 4:27,976 |
| Cross-country (12.08)       | Thomas Pidcock · Reino Unido · 1:22:09  | Samuel Gaze · Nova Zelândia · 1:22:28 | Nino Schurter · Suíça · 1:22:43           |
| Cross-country curto (10.08) | Samuel Gaze · Nova Zelândia · 20:27     | Victor Koretzky · França · 20:27      | Thomas Pidcock · Reino Unido · 20:29      |

### Feminino
| Evento                      | Ouro                                      | Prata                                 | Bronze                                  |
| --------------------------- | ----------------------------------------- | ------------------------------------- | --------------------------------------- |
| Descida (05.08)             | Valentina Höll · Áustria · 4:58,242       | Camille Balanche · Suíça · 5:00,262   | Marine Cabirou · França · 5:00,603      |
| Cross-country (12.08)       | Pauline Ferrand-Prévot · França · 1:24:14 | Loana Lecomte · França · 1:25:28      | Puck Pieterse · Países Baixos · 1:25:41 |
| Cross-country curto (10.08) | Pauline Ferrand-Prévot · França · 21:17   | Puck Pieterse · Países Baixos · 21:21 | Evie Richards · Reino Unido · 21:25     |

### Misto
| Evento                            | Ouro | Prata | Bronze |
| --------------------------------- | --- | --- | --- |
| Cross-country por relevos (09.08) | Dario Lillo · Nicolas Halter · Nino Schurter · Linda Indergand · Ronja Blöchlinger · Anina Hutter · Suíça · 1:05:42 | Adrien Boichis · Julien Hemon · Jordan Sarrou · Loana Lecomte · Line Burquier · Anaïs Moulin · França · 1:05:51 | Tobias Lillelund · Albert Philipsen · Sebastian Fini Carstensen · Julie Lillelund · Sofie Pedersen · Caroline Bohé · Dinamarca · 1:06:23 |

## Medalheiro
| País          | Ouro | Prata | Bronze |    |
| ------------- | ---- | ----- | ------ | -- |
| França        | 2    | 3     | 1      | 6  |
| Reino Unido   | 2    | 0     | 3      | 5  |
| Suíça         | 1    | 1     | 1      | 3  |
| Áustria       | 1    | 1     | 0      | 2  |
| Nova Zelândia | 1    | 1     | 0      | 2  |
| Países Baixos | 0    | 1     | 1      | 2  |
| Dinamarca     | 0    | 0     | 1      | 1  |
| TOTAL         | 7    | 7     | 7      | 21 |